# الحجمي (حزم العدين)

تعديل مصدري - تعديل

الحجمي محلة تابعة لقرية الشعوب، التابعة لعزلة الاصيور بمديرية حزم العدين إحدى مديريات محافظة إب في الجمهورية اليمنية، بلغ تعداد سكانها 48 حسب تعداد اليمن لعام 2004.